# حماده النقیب
حماده النقیب (انگلیسی: Mohamed Bakir El-Nakib؛ زادهٔ ۶ آوریل ۱۹۷۴) بازیکن هندبال اهل مصر بود.